# Florica Musicescu
Florica Musicescu (n. 21 mai 1887, Iași – d. 19 martie 1969, București) a fost o renumită pianistă română și profesoară de pian, considerată unul din fondatorii școlii române de pian. Este fiica compozitorului și muzicologului Gavriil Musicescu, organizatorul Corului Mitropolitan din Iași.

## Activitate didactică
A studiat pianul sub îndrumarea Margaretei Sion și Aspasiei Sion-Burada. Din 1921 a predat pianul câteva decenii la Academia Regală de Muzică din București, devenită, după al II-lea Război Mondial, Conservatorul de Muzică din București. Mulți pianiști celebri ai secolului XX s-au format sub îndrumarea sa: Dinu Lipatti, Corneliu Gheorghiu, Radu Lupu, Dan Grigore, Madeleine Cantacuzino, Paul Dan, Sorin Enăchescu, Mihai Brediceanu, Svetla Protich, Marietta Orlov, Myriam Marbe, Mîndru Katz, Tamás Vesmás, Shulamith Shapira, Maria Fotino.

## Distincții
- Ordinul Muncii clasa a II-a (21 august 1954) „pentru merite deosebite pe tărîmul construcției de stat, economice, sociale și culturale, cu ocazia celei de a zecea aniversări a eliberării patriei noastre”[4]
- titlul de Artist Emerit al Republicii Populare Romîne (20 mai 1955) „cu prilejul împlinirii a 90 de ani de la înființarea Conservatorului de muzică «Ciprian Porumbescu» și pentru merite deosebite în activitatea didactică și artistică”[5]
- Ordinul Muncii clasa I (15 mai 1957) „pentru merite deosebite în activitatea artistică, pedagogică, precum și în munca din alte domenii ale culturii, [...] cu prilejul împlinirii a 70 de ani de viață”[6]
- titlul de „Profesor Emerit al Republicii Populare Romîne” (5 noiembrie 1962) „pentru activitatea îndelungată, contribuție în dezvoltarea științei și merite deosebite în dezvoltarea învățămîntului superior”[7]